# بلوط بیگ
بلوط بیگ روستایی است از توابع شهرستان بروجرد در استان لرستان. این روستا در دهستان دره‌صیدی در بخش مرکزی این شهرستان قرار دارد. دسترسی به این روستا از طریق جاده روستای گیجالی امکان‌پذیر است. این روستا درحد فاصل دوروستای جنبلاق و قلا کاظم قراردارد.

## جمعیت
بنابر سرشماری مرکز آمار ایران، جمعیت بلوط بیگ در سال ۱۳۹۵ برابر با ۵۲ نفر بوده‌است که از این میان ۲۴ نفر مرد و بقیه زن بوده‌اند. این روستا ۱۹ خانوار دارد.